# Carabus violaceus
Espèce
Carabus violaceus, le carabe violet, est une espèce de coléoptères de la famille des carabidés.

## Description
Cette espèce longue de 20 à 40 mm présente une couleur noirâtre avec des reflets métalliques bleus, violets ou verdâtres.
Les élytres sont lisses pour la sous-espèce violaceus en Europe centrale et rayés pour la sous-espèce purpurascens en Europe occidentale (France). 
L'odeur forte et désagréable qu'ils dégagent lorsqu'ils sont dérangés est de l'acide formique. 

## Habitat
Cet insecte peuple les bois et les forêts de chênes et de sapins (troncs d'arbres morts pendant l'hiver)

## Biologie
Le carabe violet se cache le jour sous les pierres ou les végétaux. Comme sa larve, il chasse la nuit les limaces, les escargots, les vers et autres invertébrés. L'imago est visible de juin à octobre.

## Distribution géographique
Europe occidentale et centrale.